# Masashi Miyazawa
Masashi Miyazawa (født 24 1978) er en japansk tidligere professionel fodboldspiller.
Han har spillet for flere forskellige klubber i sin karriere, herunder FC Tokyo, Oita Trinita, Vegalta Sendai og FC Gifu.